# Weschnitzinsel
Die Weschnitzinsel von Lorsch ist ein Naturschutz-, Vogelschutz- und FFH-Gebiet im Hessischen Ried sowie Teil des Europäischen Vogelschutzgebietes Hessische Altneckarschlingen. Sie ist ein wichtiges Trittsteinbiotop für rastende Zugvögel und ein Lebensraum seltener Wiesenbrüter.

## Lage und Größe

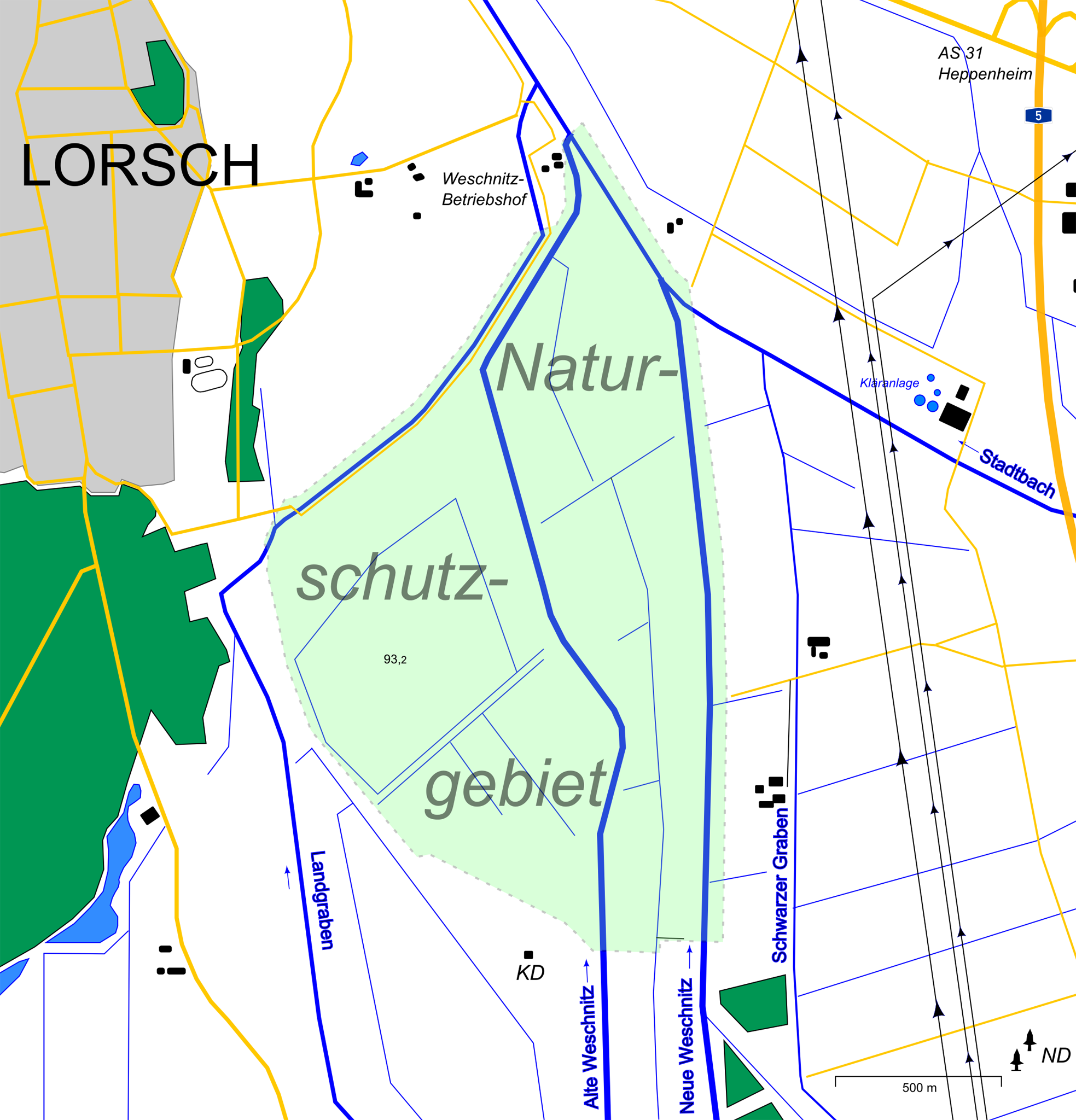
Das Naturschutzgebiet „Weschnitzinsel von Lorsch“

Die Weschnitzinsel liegt im südlichen hessischen Ried, genauer im Südosten von Lorsch, zwischen Neuer Weschnitz und einem Damm des Hochwasser-Rückhaltebeckens. Das Naturschutzgebiet hat eine Fläche von 200 Hektar. Ökologisch betrachtet handelt es sich um die Reste einer einstmals riesigen Wiesenfläche, die sich zwischen Lorsch, Heppenheim, Weinheim und Viernheim erstreckte.
Die Schutzfläche liegt größtenteils in der Lorscher Gemarkung, ein schmaler Streifen am östlichen Rand, entlang des Damms der Neuen Weschnitz, gehört zu Heppenheim. Das Naturschutzgebiet wurde 1979 ausgewiesen; nach der Renaturierung wurde die Verordnung 2020 in den gleichen Grenzen neu gefasst. Der Bereich liegt außerdem innerhalb des Geo-Naturparks Bergstraße-Odenwald.
2007 wurde die Weschnitzinsel als Teilgebiet des Europäischen Vogelschutzgebietes „Hessische Altneckarschlingen“ ausgewiesen. Das ehemalige Flusssystems des nacheiszeitlichen Neckars mäandrierte entlang des östlichen Randes der Rheinebene, bis es auf der Höhe von Pfungstadt nach Nordwesten abbog und bei Trebur in den Rhein mündete.

## Geschichte

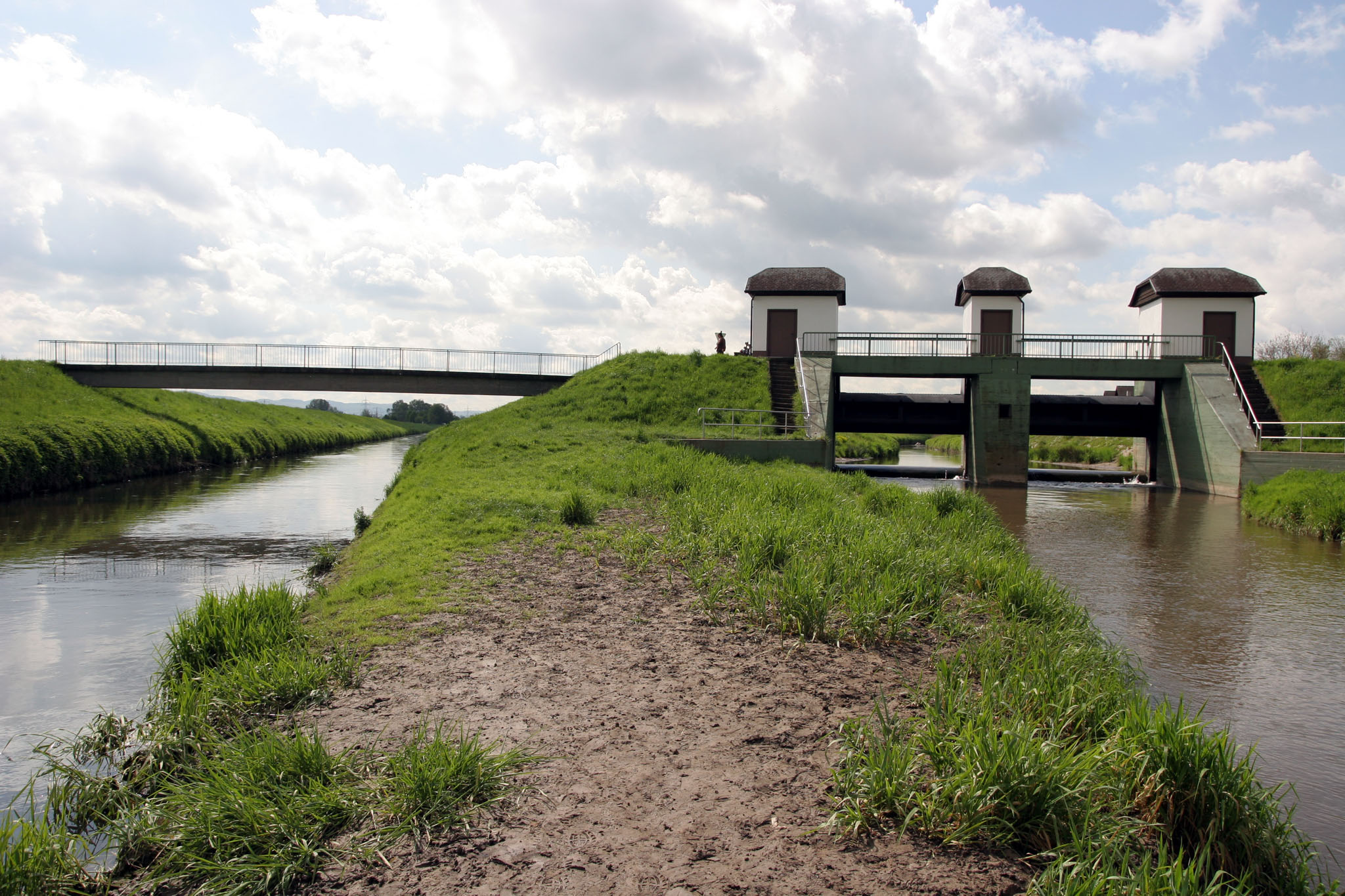
Das Wehr am nördlichen Ende der Weschnitzinsel. Links die Neue Weschnitz und rechts die Alte Weschnitz.

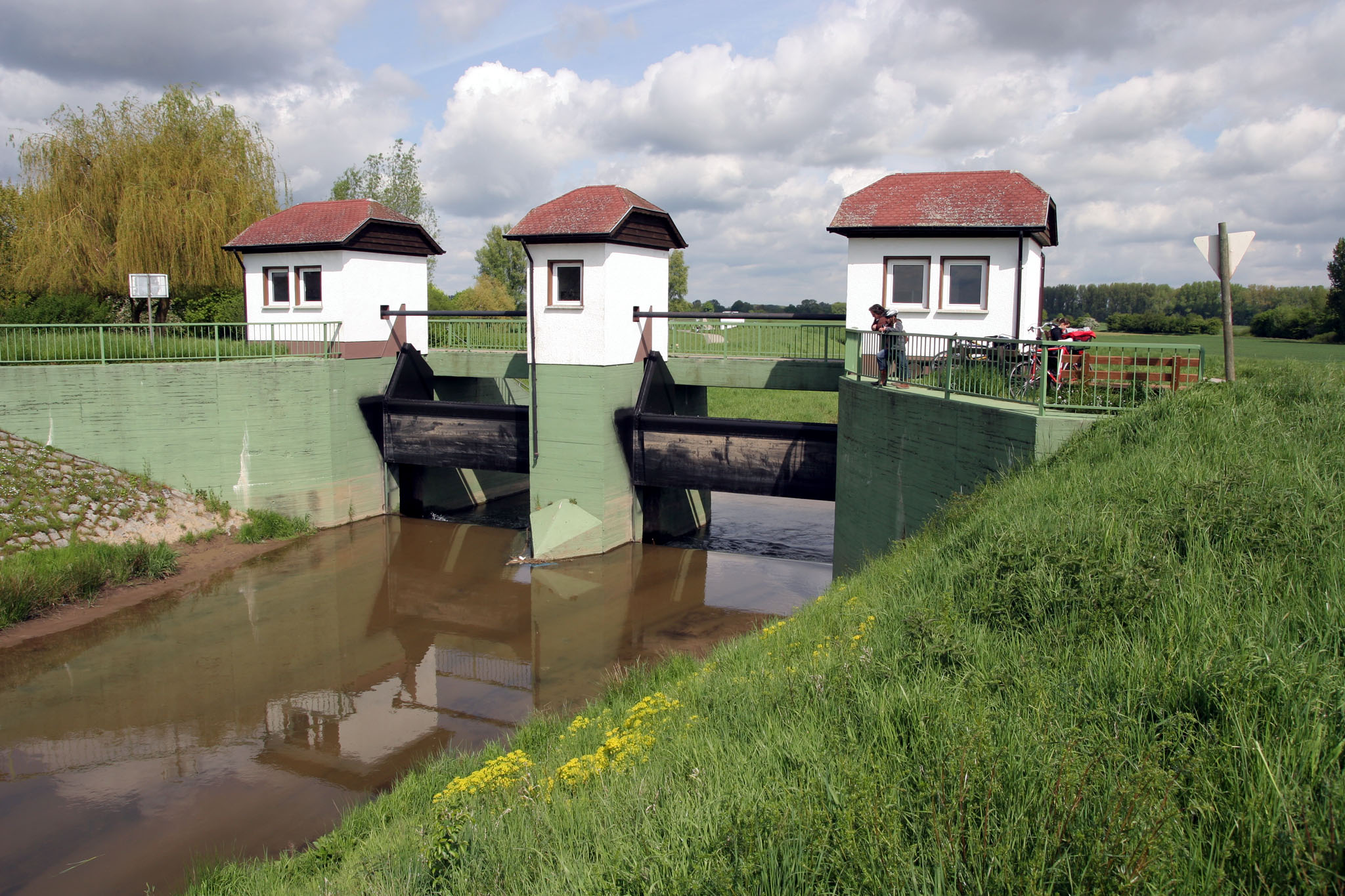
Das Wehr im Detail

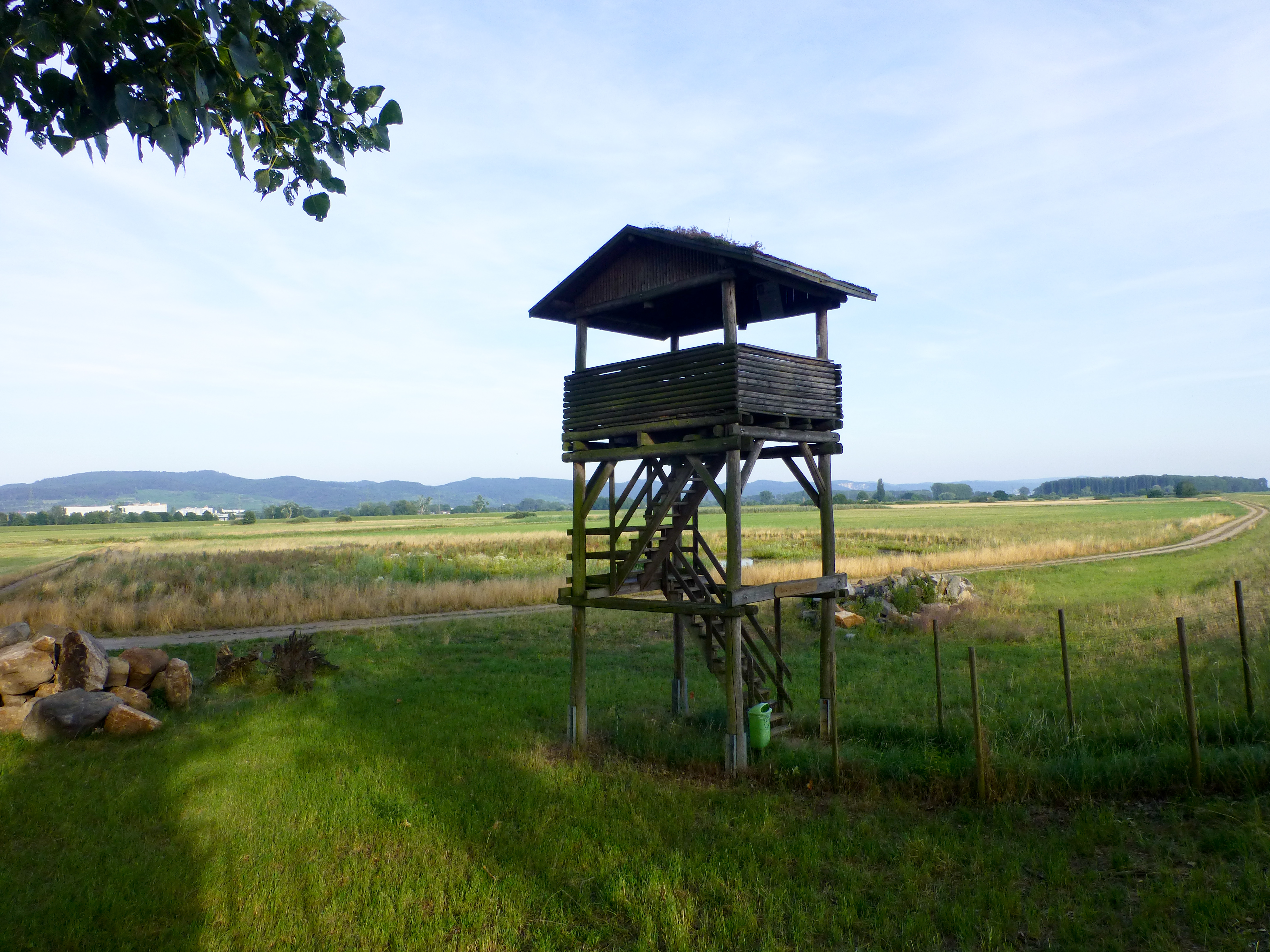
Hans Ludwig-Turm

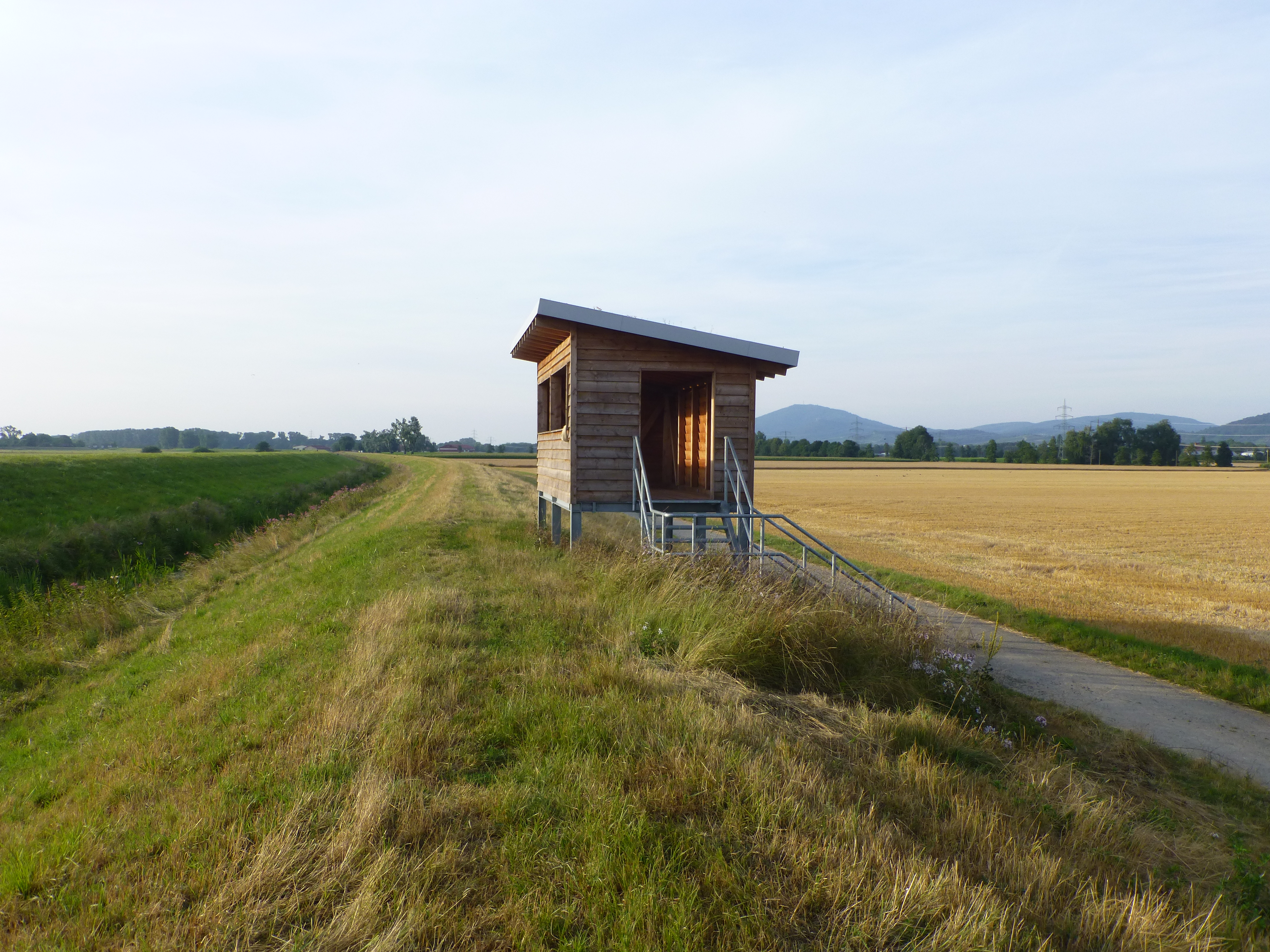
Aussichtsplattform Weschnitzinsel

Die Wiesenlandschaft zeichnete sich ursprünglich durch einen hohen Grundwasserspiegel und regelmäßige Überschwemmungen durch die beiden Weschnitzarme (Alte Weschnitz und Neue Weschnitz) aus. Gerade zu Zeiten der Schneeschmelze führten die Bewohner dieser Landschaft einen regelrechten Kampf gegen die Hochwasser. In den 1960er Jahren wurden durch Begradigungen, Flussbettvertiefungen, Entwässerungen und Dämme diese Probleme weitgehend gelöst. Durch eine intensive Nutzung der Grundwasservorräte als Trinkwasser wurde zudem der Grundwasserspiegel um etwa 2 m abgesenkt. In der Folge konnten weite Teile der Wiesenlandschaft landwirtschaftlich genutzt werden. Landwirte wurden im Rahmen eines Aussiedlerprogrammes an der Weschnitzniederung angesiedelt.
Durch diese erheblichen Eingriffe in das Ökosystem wurden viele Vogelarten von der Weschnitzinsel vertrieben. Ende der 1950er Jahre wurde die Wiesenralle (Crex crex), in den 1960er Jahren die Bekassine (Gallinago gallinago), die Uferschnepfe (Limosa limosa) und die Sumpfohreule (Asio flammeus) vertrieben. Das Braunkehlchen (Saxicola rubetra) und die Viehstelze (Motacilla flava) waren häufig anzutreffende Brutvögel – sie verschwanden bis heute. Nachdem man an der Alten Weschnitz Pyramidenpappeln – die Brutbäume des Schwarzstirnwürgers (Lanius minor) – fällte, verschwand auch diese Kolonie aus sechs bis acht Brutpaaren von der Weschnitzinsel. Der Bau der nahe gelegenen Bundesautobahn 5 hinterließ im Ökosystem der ehemaligen Wiesenlandschaft ebenfalls deutliche Spuren. Ursprünglich brüteten in der Wiesenlandschaft bis zu 15 Brachvögelpaare. Seit 10. Dezember 1979 ist die Weschnitzinsel auf Antrag der Hessischen Gesellschaft für Ornithologie und Naturschutz als Naturschutzgebiet ausgewiesen. Einer der wesentlichen Gründe war der Schutz des Großen Brachvogels (Numenius arquata). 1979 waren es nur noch vier Brutpaare und 2001 nur noch eines.
Durch das Hochwasser 2013 wurde die Insel geflutet, um die Weschnitz vor dem Überlaufen zu schützen.
In den 2010er Jahren wurde eine umfangreiche Renaturierung der Weschnitzinsel in Angriff genommen, bei der die beiden Weschnitzarme (Alte und Neue Weschnitz) innerhalb der geschützten Wiesenaue als gemeinsamer, frei mäandernder Flusslauf zusammengeführt werden. Die Umleitung des Flusswassers in das ursprüngliche Flussbett verbessert sowohl die Qualität des Fließgewässers als auch den Zustand der umliegenden Aue chemisch, ökologisch und morphologisch im Sinn der zahlreichen Brut- und Rastvögel und anderer Bewohner der offenen Auenlandschaften. Naturschützer hatten die Idee zur Renaturierung viele Jahrzehnte immer wieder vorgebracht, wegen seiner Größe und Komplexität wurde das Projekt zur Umsetzung der Europäischen Wasserrahmenrichtlinie, der Europäischen Naturschutzrichtlinie und des Hochwasserschutzes aber erst 2012 angegangen. Nach mehrjähriger Vorplanung erging im Januar 2017 die Genehmigung als Planfeststellungsbeschluss, die Bauarbeiten wurden Ende 2017 abgeschlossen. Im Oktober 2017 wurden die Weschnitzdämme durchstochen und beide Gewässer in das neue Flussbett umgeleitet.

## Brutvögel auf der Weschnitzinsel
Neben dem Kiebitz (Vanellus vanellus) brüten auf der Weschnitzinsel Steinkauze (Athene noctua), Rebhühner (Perdix perdix), Fasane (Phasianus colchicus), Wachteln (Coturnix coturnix), Feldlerchen (Alauda arvensis) und Grauammern (Miliaria calandra).

## Nahrungsgäste
Unter den Nahrungsgästen der Insel befinden sich unter anderem der Kormoran (Phalacrocorax carbo), der Weißstorch (Ciconia ciconia), der Graureiher (Ardea cinerea), Roter Milan (Milvus milvus) und Schwarzer Milan (Milvus migrans), der Mäusebussard (Buteo buteo), die Rohrweihe (Circus aeruginosus), der Wanderfalke (Falco peregrinus), der Turmfalke (Falco tinnunculus), der Baumfalke (Falco subbuteo) und der Eisvogel (Alcedo atthis).
Die Weschnitzinsel hat auch eine große Bedeutung als „Trittstein“ für wandernde und ziehende Vögel. Viele der Rast- und Nahrungsgebiete für Zugvögel der Oberrheinischen Tiefebene gingen in den letzten Jahrzehnten verloren.
Seit 2002 wird durch gezielte Flutung der Altmäander versucht, das Ökosystem für eine Reihe von Vogelarten noch attraktiver zu machen. Durch diese Maßnahme kehrte die Bekassine nach über 50 Jahren Abwesenheit wieder zum Brüten auf die Weschnitzinsel zurück.

## Aussichtspunkte
Am nordwestlichen Rand des Naturschutzgebietes steht nahe der südöstlich von Lorsch über die Alte Weschnitz führenden Herrenbrücke der rund 9 Meter hohe Hans-Ludwig-Turm, der Ausblicke über die Weschnitzinsel bietet. Unweit nördlich der Alten Postbrücke, die am Westrand von Heppenheim über die Neue Weschnitz führt, steht seit 2018 eine überdachte Aussichtsplattform.